# Protéza

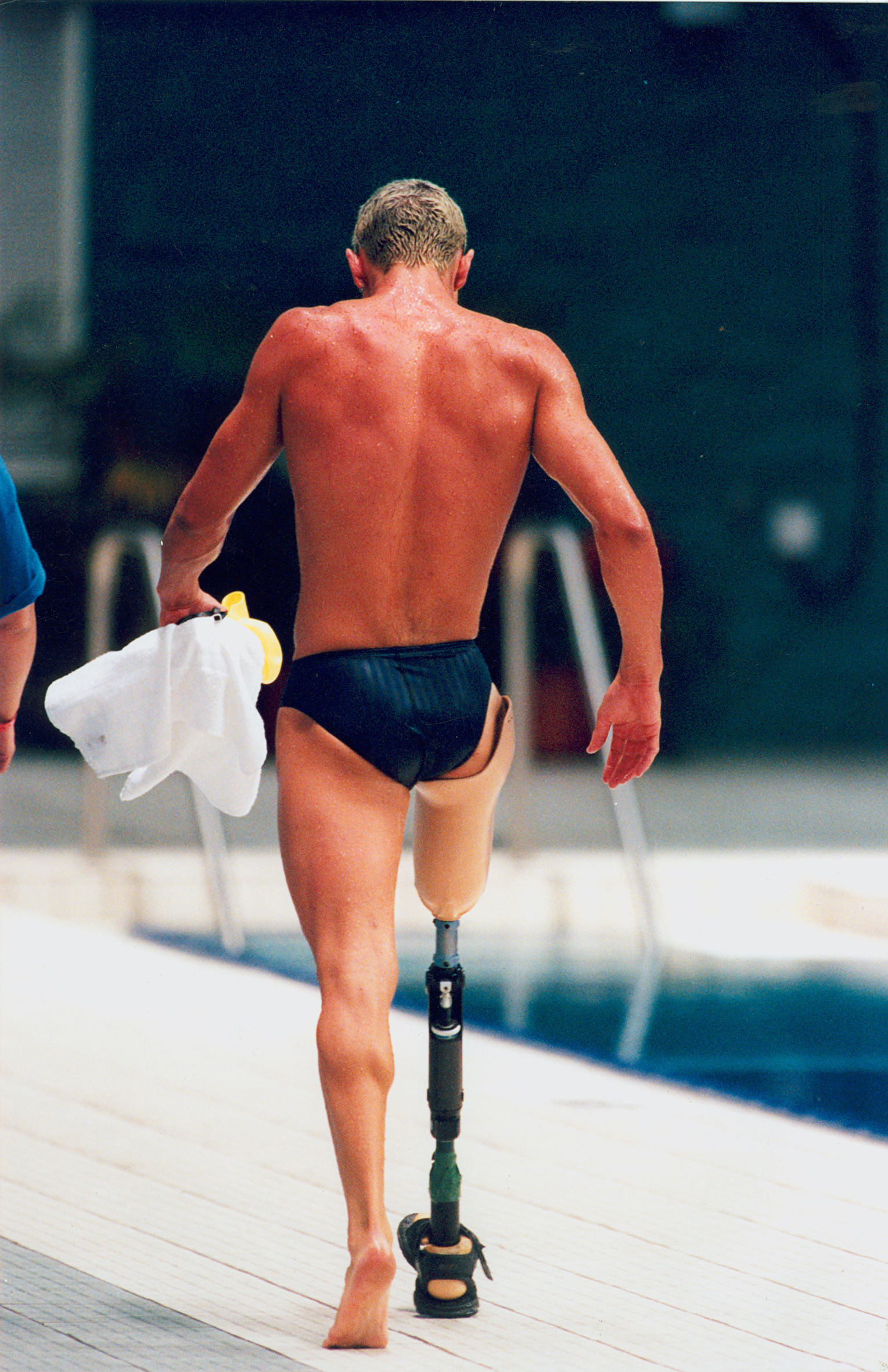
Muž s protézou dolní končetiny.

Protéza (řecky πρόσθεσις – „přídavek“) je v medicíně umělé zařízení nahrazující chybějící část těla. Protézami se zabývá medicínskotechnický obor protetika. Je součástí vědního oboru biomechatroniky. Protézy se typicky používají pro nahrazení součástí ztracených zraněním (traumaticky) nebo chybějících od narození (vrozených) nebo pro podporu chybných tělních součástí. Uvnitř těla se často používají umělé chlopně. Také se vyvíjejí umělá srdce a plíce. Další medicínská zařízení a pomůcky, které lze považovat za protézy, jsou umělé oči, palatální protézy, bandáž žaludku [zdroj?], stomatologické protézy.
Protézy nejsou orthotické pomůcky, přestože za určitých okolností může protéza poskytovat stejné funkční výhody jako orthotická pomůcka.

## Historie
Byly nalezeny románské bronzové korunky, ale jejich použití bylo spíše estetické, než medicínské.
Götz von Berlichingen měl na začátku 16. století známou historickou protézu paže. Ve stejnou dobu měl železnou ruku údajně i François de la Noue a v 17. století René-Robert Cavalier de la Salle.

### Protézy dolních končetin
Protézy dolních končetin jsou uměle vyrobené končetiny umístěné na úrovni boků nebo níže. Dvě hlavní podkategorie protéz dolních končetin jsou 1. transtibiální (jakákoli amputace procházející holenní kostí nebo vrozená vada způsobující nedostatečnost holenní kosti) a 2. transfemorální (jakákoli amputace procházející stehenní kostí nebo vrozená vada způsobující nedostatečnost stehenní kosti). V průmyslovém odvětví protéz se transtibiální protetická noha často označuje jako „BK“ nebo jako protéza pod kolenem, zatímco transfemorální protetická noha se často označuje jako „AK“ nebo protéza nad kolenem.
Další méně časté případy protéz dolních končetin zahrnují:
1. Disartikulace boku
2. Disartikulace kolena
3. Syme

### Historie protéz dolních končetin
Technologie lůžek pro dolní končetiny prodělala v průběhu osmdesátých let dvacátého století revoluci, když společnost Sabolich Prosthetics, John Sabolich C.P.O. vynalezla lůžko Contoured Adducted Trochanteric-Controlled Alignment Method (CATCAM), které se později vyvinulo jako lůžko Sabolich. Zlepšením byl rozdíl v modelu kontaktu pacienta s lůžkem. Dříve byla lůžka vyrobena ve tvaru čtvercového kyblíku bez specializovaných úložišť pro kostní výběžky nebo svalovou tkáň. Sabolichův návrh držel pacientovu končetinu jako rukavice – uzamknul ji na místě a váhu rovnoměrně rozvedl po existující končetině i kostní struktuře. To byl první případ podélně oválného lůžka, který vedl k významným pokrokům u pacienta. Díky Sabolichově oddanosti výzkumu a vývoji protéz dolních končetin byly Sabolichovy protézy prvními nadkolenními protézami, se kterými pacienti bez jedné i obou nohou chodili a běželi, scházeli po schodech a jako první použily sací lůžka, moderní plastická a bioelastická lůžka, technologii cítění a další vynálezy v oboru protéz.
Na začátku 90. let 20. století se objevily první protetická kolena ovládaná mikroprocesorem.

### Robotické protézy
Aby robotické protetické končetiny fungovaly, musí integrovat několik komponent tělesných funkcí: Biosenzory detekují signály z pacientova nervového nebo svalového systému. Tyto informace předává řadiči umístěnému v zařízení a zpracuje zpětnou vazbu z končetiny a aktuátoru (umístění, síla) a pošle ji do řadiče. Mezi příklady se řadí dráty detekující elektrickou aktivitu kůže, jehlové elektrody implantované do svalů nebo pole elektrod bez pohyblivých součástí, kterými prochází nervy. Jeden z typů těchto biosenzorů se používá v myoelektrických protézách.
Mechanické senzory zpracovávají hlediska ovlivňující zařízení (např. umístění končetiny, použitá síla, zátěž) a tyto informace předávají do biosenzorů nebo řadiče. Mezi příklady se řadí měřiče síly a akcelerometry.
Řadič je připojen k nervovému a svalovému systému pacienta a k zařízení samotnému. Posílá příkazy o záměrech pacienta do aktuátorů v zařízení a interpretují zpětnou vazbu z mechanických senzorů a biosenzorů zpět pacientovi. Řadič je také zodpovědný za sledování a řízení pohybů zařízení.
Aktuátor napodobuje činnost svalů ve tvorbě síly a pohybu. Například motor pomáhající nahradit původní svalovou tkáň.

### Kosmetické protézy
Kosmetické protézy se dlouho používaly k zamaskování zranění a zohyzdění. Vývoj moderních technologií umožnil tvorbu končetin ze silikonu nebo PVC, které vypadají jako živé. Takové protézy, jako například umělé ruce, mohou napodobovat vzhled skutečných rukou včetně pih, žil, chlupů, otisků prstů a dokonce i tetování.
Kosmetické protézy se k tělu připojují různými způsoby, například pomocí lepidla, podtlaku, přesného tvaru, elastické kůže nebo rukávu z kůže.

### Kognitivní protézy
Na rozdíl od neuromotorických protéz jsou neurokognitivní protézy schopny cítit nebo modulovat nervovou funkci a fyzicky tak rekonstruovat nebo doplnit kognitivní procesy, jako například výkonnou funkci, pozornost, jazyk a paměť. V současné době nejsou k dispozici žádné neurokognitivní protézy, ale byl již navržen vývoj implantovatelných neurokognitivních rozhraní mezi mozkem a počítačem, pomocí kterých by mělo být možné léčit mrtvici, traumatické poranění mozku, dětskou mozkovou obrnu, autismus a Alzheimerovu chorobu.

## Endoprotézy
Endoprotéza nahrazuje chybějící vnitřní část těla, například kloubní hlavici. Celá je tedy schovaná uvnitř těla.

## Vylepšené protézy

### Typy
Fixní náhrady
Korunkové náhrady

## Aktuální technologie a výroba
V posledních letech došlo k významným pokrokům v oblasti umělých končetin. Nové plastické hmoty a další materiály, jako například uhlíková vlákna, umožnily výrobu lehčích a silnějších protéz, které vyžadují menší námahu uživatele. To je zvláště důležité pro transfemorální amputace. Další materiály umožnily realistický vzhled protéz, což je důležité pro transradiální a transhumerální amputace, protože u těchto pacientů je vysoká pravděpodobnost odhalení umělé končetiny.